# السروة (بعدان)

تعديل مصدري - تعديل

السروة هي إحدى قرى عزلة الدعيس بمديرية بعدان التابعة لمحافظة إب، بلغ تعداد سكانها 274 نسمة حسب تعداد اليمن لعام 2004.